# Nothoscordum tibaginum
Nothoscordum tibaginum är en amaryllisväxtart som beskrevs av Pierfelice Ravenna. Nothoscordum tibaginum ingår i släktet vaniljlökar, och familjen amaryllisväxter. Inga underarter finns listade i Catalogue of Life.